# Ottifanterna

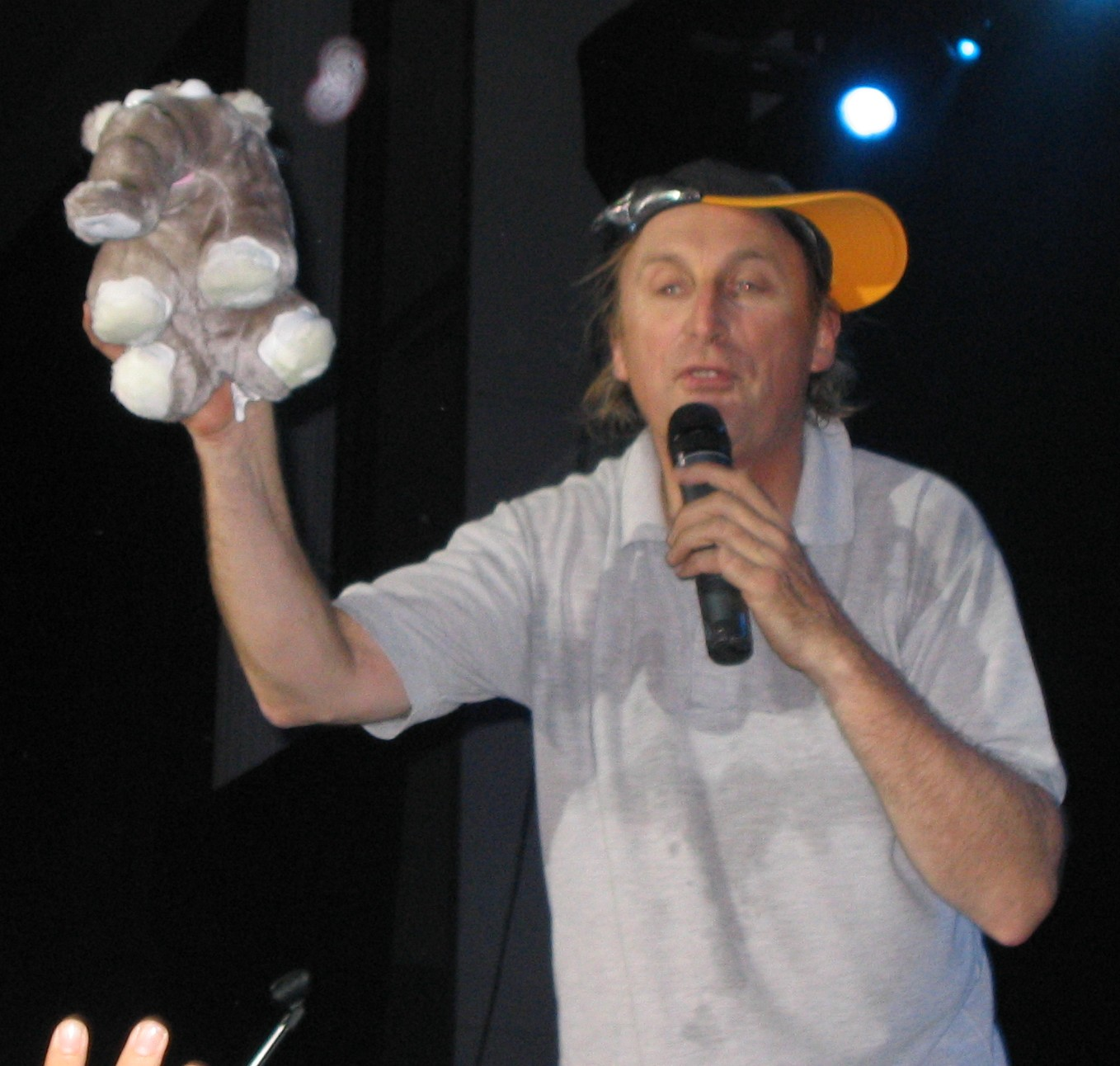
Otto Waalkes med en ottifant i form av ett mjukisdjur.

Ottifanterna ("Ottifanten" i original) är en tysk tecknad humorserie av Otto Waalkes som bygger på lättsamma skämt kring en grupp elefantliknande kreatur.
Serien har publicerats på svenska, bland annat i serietidningarna Collage, Hälge och Svenska Puckomagasinet.